# 烟台青华中学
烟台青华中学（曾用名“烟台二中南校区”）是由烟台市人民政府批准，山东黄金集团投资1.5亿元人民币建成的全日制中学，建成于2003年8月，位于山东省烟台市芝罘区大东夼西南街213号。王华新任首任总校长，初中部校长由杨海霞担任。教师研究生以上学历达10%。自2008年开始设立高考复读班。
目前（2021年5月），烟台青华中学属于私立学校，民办学校。

## 所有权变更
2020年1月10日发生管理层结构变更，烟台青华中学由烟台埃维青华教育投资有限公司接管。山东埃维教育集团（烟台埃维青华教育投资有限公司母公司）董事长于范易任总校长。高中部任用原属烟台莱西一中的副校长刘同光作为烟台青华中学高中部校长，初中部校长仍由杨海霞担任。

## 历史事件

### 教师编制问题
2019年9月8日，64名烟台青华中学教室发表题为《烟台二中南校64名教师共同声明维护正当权益 恢复因历史原因失去的公办教师编制》联合声明，宣称烟台二中南校从县市区公办学校招募的优秀教师均失去教师编制，退休后无法享受教师待遇。部分教师停课维权，极大地影响了学校声誉。于范易上台后，针对该现象进行处理，提高教师待遇使得该事件得以平息。